# 제이크 엡스타인
제이크 엡스타인(Jake Epstein, 1987년 1월 16일 ~ )은 캐나다의 배우, 음악가, 영화배우, 텔레비전 배우이다.
토론토에서 태어났다.

## 영화
- 포스 맨 아웃 (2015년)
- 보레알리스 (2015년)
- 혈압 (2012년) - 조쉬 역
- 러브 레터 프럼 언 오픈 그레이브 (2009년)
- 찰리 바틀렛 (2007년) - 더스틴 로더배치 역